# Група Вейля
Група Вейля — група, породжена відображеннями в гіперплощинами, ортогональними до коренів кореневої системи групи Лі, алгебри Лі або інших алгебричних об'єктів.
Названа на честь Германа Вейля.